# Arena MRV
L'Arena MRV est un stade de football situé dans la ville brésilienne de Belo Horizonte. L'arène appartient à l'Atlético Mineiro, qui y accueille ses matchs à domicile.